# Kościół św. Katarzyny Aleksandryjskiej w Skarbiszowie
Kościół pod wezwaniem św. Katarzyny Aleksandryjskiej – w miejscowości Skarbiszów w województwie opolskim, w powiecie opolskim, w gminie Dąbrowa. Kościół filialny należący do parafii pod wezwaniem św. Floriana w Naroku w Dekanacie Opole-Szczepanowice, w Diecezji Opolskiej.

## Historia
Kościół w Skarbiszowie w źródłach pisanych wzmiankowany jest po raz pierwszy w „Die Rechnung...” – rejestrze świętopietrza w archidiakonacie opolskim z 1447 roku. W miejscowości tej, istniał wtedy drewniany kościół pod wezwaniem św. Katarzyny, a wieś była siedzibą samodzielnej parafii. Jednakże patrocinium (wezwanie) kościoła świadczy o tym, że pierwsza świątynia w tej miejscowości powstała zapewne jeszcze w pierwszej połowie XIV wieku. Samodzielna parafia w Skarbiszowie po raz ostatni wymieniana jest w dokumencie z 1783 roku, choć działka na której stała niegdyś plebania, wyodrębniona była jeszcze do 1945 roku.
Obecny kościół wybudowany został w 1910 roku, według planów wrocławskiego architekta Hansa Schlichta, autora projektów licznych dolnośląskich kościołów, między innymi w Baborowie, Branicach, Jaryszowie, Mieroszowie, Ludmierzycach, Zgorzelcu, Węglińcu, Wołowie, Śmiełowicach i Ścinawie.
Po utracie samodzielności tutejszej parafii, kościół w Skarbiszowie był świątynią filialną parafii pod wezwaniem św. Wawrzyńca w Dąbrowie. Do parafii w Naroku, Skarbiszów przyłączono w roku 1957.